# Nationalencyklopedin

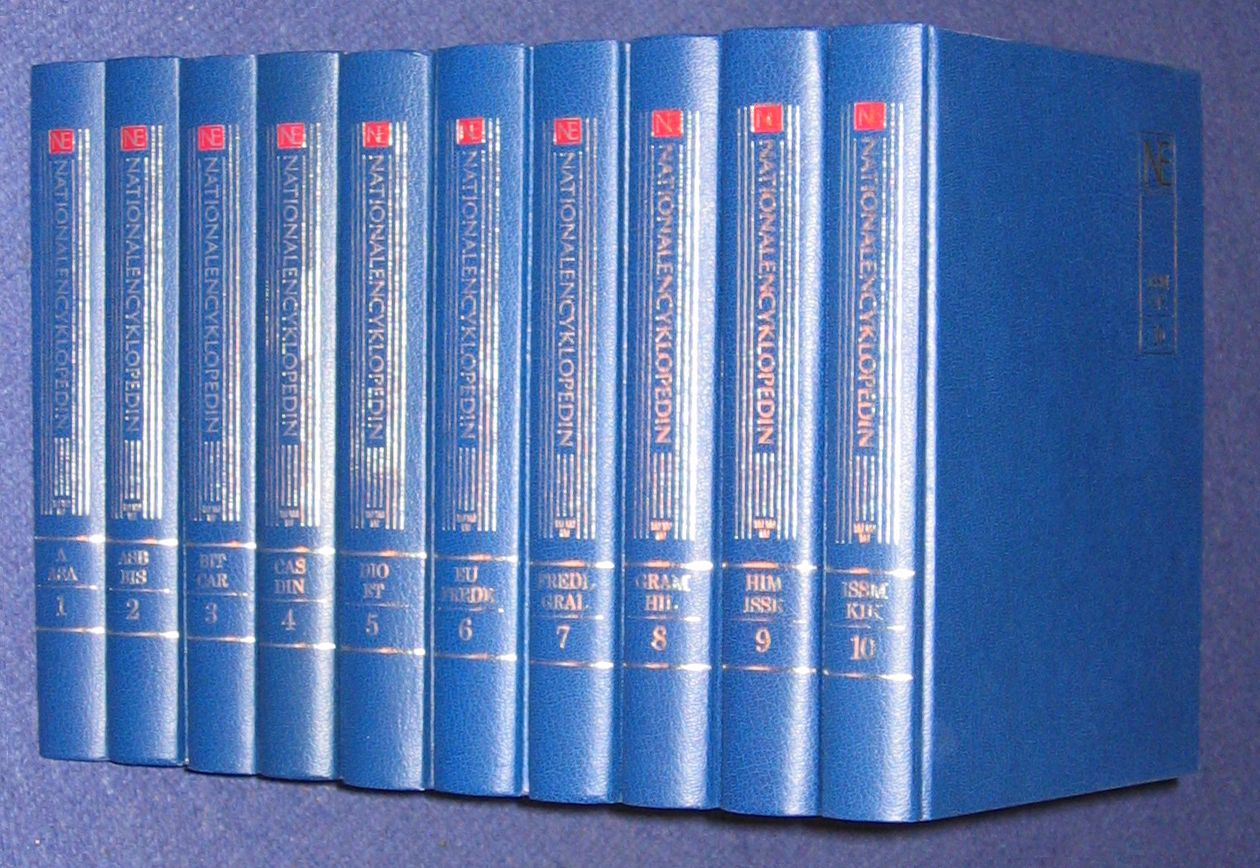
Nationalencyklopedin, тома 1—10 из 20, 1989—1996

Nationalencyklopedin (со швед. — «Национальная энциклопедия», сокр. NE) — одно из крупнейших шведских справочных изданий, основано на деньги государственного гранта. Печатная версия состоит из 20 томов, содержащих 172 000 статей, интернет-версия существенно больше, она содержит 260 000 статей (на июнь 2005 года).
Проект был запущен в 1980 году, когда правительственный комитет начал поиск издателя. Этот этап был завершён в августе 1985 года, ответственным за проект стало издательство «Bra Böcker» из Хёганеса. Согласно предъявляемым требованиям, это должно было быть современное справочное издание, основанное на научной парадигме, уделяющее внимание гендерным и экологическим вопросам.
Интерес к изданию был беспрецедентным, ещё до выхода первого тома в декабре 1989 года, на энциклопедию поступило 54 000 заказов. Последний том вышел в 1996 году, в 2000 году вышли три дополнительных тома.
Родственными проектами являются:
- NE: Ordbok — трёхтомный словарь (1995—1996)
- NE: Årsband — тома с описанием текущих событий и часто изменяющейся информации, выпускается с 1997 года
- NE: Sverigeatlas — атлас Швеции (1998)
- NE: Världsatlas — атлас мира (1998)
- NE-spelet — игра-викторина с 8000 вопросов (1999)

В 1997 году было выпущено первое цифровое издание энциклопедии на 6 компакт-дисках (затем на одном DVD-диске), а в 2000 году энциклопедия стала доступна в Интернете по подписке. Интернет-версия представляет собой обновлённую версию энциклопедии, она содержит 356 000 записей, из которых 183 000 представляют собой энциклопедические статьи. Кроме того интернет-издание дополнено некоторыми дополнительными возможностями, например шведско-английским словарём.